# Stadtwerke Hamm
Die Stadtwerke Hamm GmbH sind ein kommunales Dienstleistungsunternehmen, das vollständig von der Stadt Hamm getragen wird. Zu seinen Lieferungen und Leistungen gehören Erdgas, Trinkwasser, Strom und Fernwärme. Die Stadtwerke betreiben zudem den öffentlichen Personennahverkehr, den Hafen und die Bäder der Stadt sowie Telekommunikationsdienste.

## Gesellschafter
Alleiniger Gesellschafter der GmbH als Kommunalem Unternehmen ist die Stadt Hamm. Es befinden sich sieben Personen aus der Mitte des Rates der Stadt Hamm und ein Vertreter der Verwaltung in der Gesellschafterversammlung.

### Bürgerentscheid vom 24. Juni 2001
Im Jahre 2001 zog die Stadt Hamm eine (Teil-)Veräußerung der Geschäftsanteile an den Stadtwerken an einen sogenannten strategischen Partner in Betracht. Zu diesem Zweck fand ein Bürgerentscheid statt, bei dem folgende Frage zur Abstimmung stand:

„Soll die Stadt Hamm alleiniger Gesellschafter der Stadtwerke Hamm GmbH bleiben und soll der Vertreter der Stadt in der Gesellschafterversammlung angewiesen werden, einer Veräußerung von Teilen der Geschäftsanteile an den Stadtwerken Hamm GmbH nicht zuzustimmen? JA / NEIN“

Die Hammer Bürger, die sich an der Abstimmung beteiligten (Abstimmungsbeteiligung: 27,8 %), sprachen sich mit überwältigender Mehrheit (79,3 %) gegen eine Veräußerung von Geschäftsanteilen aus und somit für den Erhalt des kommunalen Besitzes.

## Geschichte

### Stadtwerke (allgemein)
Am 3. Februar 1858 nahm mit der Aktiengesellschaft für Gasbeleuchtung das erste moderne Versorgungsunternehmen der Stadt seine Arbeit auf. Es stellt den unmittelbaren Vorgänger der erst 1977 in ihrer heutigen Form gegründeten Stadtwerke dar, die auch heute noch für die Gasversorgung der Stadt Hamm zuständig sind. Am 29. Oktober 1858 konnte die Aktiengesellschaft das Gaswerk in Betrieb nehmen, das zunächst nur für die Versorgung der Straßenbeleuchtung verantwortlich war. Am 3. März 1887 übernahm die Stadt Hamm das Werk.
Die Ruhr-Wasserleitung nach Hamm wurde am 3. März 1887 fertiggestellt. Dadurch konnte das Wasserwerk in Wimbern/Ruhr in Betrieb genommen werden. In der Folge wurden die Gas- und Wasserversorgung zum Städtischen Gas- und Wasserwerk zusammengelegt. Im Jahre 1936 übernahmen die Stadtwerke das Wasserwerk Warmen/Ruhr.
Am 19. Oktober 1898 konnte die erste Straßenbahnlinie in Betrieb genommen werden; ihre Eröffnung erfolgte einen Tag später, am 20. Oktober 1898. Gleichzeitig begann die Versorgung der Bürger mit Elektrizität. Zum 1. April 1907 erwarb Hamm Stromversorgung und Straßenbahn für 1.600.000 Reichsmark und betrieb beide von nun an auf eigene Rechnung. Im Juni 1909 wurde dann ein Stromliefervertrag mit der Zeche Radbod geschlossen. Im Jahre 1942 bezog man auch das Kraftwerk der Zeche Sachsen in die Stromversorgung mit ein. Am 1. Oktober 1968 übernahmen die Stadtwerke Hamm die Stromversorgung in Berge, Westtünnen und in Teilen von Wiescherhöfen von der VEW.
Im Jahre 1913 wurde das Stadtbad eröffnet (14. Oktober). Im Zweiten Weltkrieg wurde der Badebetrieb eingestellt, jedoch konnte das Bad am 15. Oktober 1956 wiedereröffnet werden.

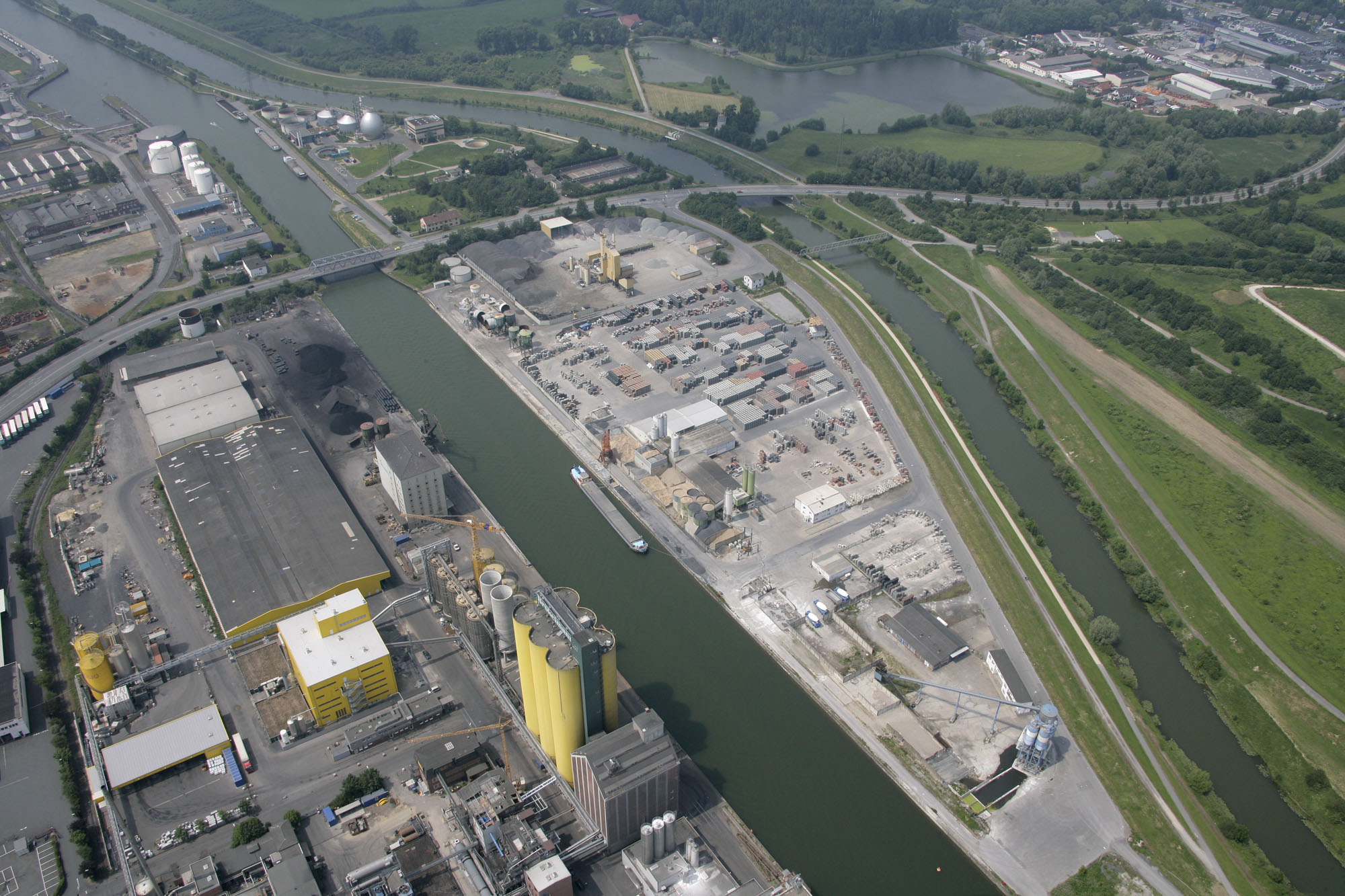
Luftbild Hafen

Seit dem 1. August 1914 ist der Stadthafen Hamm in Betrieb. 
Die Fernwärmeversorgung Heessen GmbH nahm die Fernwärmeversorgung in Heessen am 27. November 1967 auf.
Im Rahmen der zweiten kommunalen Neugliederung Hamms im Jahre 1975 wurden die Stadtwerke Hamm und Heessen und das Gemeindeelektrizitätswerk Pelkum-Herringen zu den Stadtwerken Hamm zusammengeschlossen. Am 1. Januar 1977 erfolgte die Umwandlung in die heutige Stadtwerke Hamm GmbH mit Tochtergesellschaften. Ebenfalls 1977 wurde die Kokereiversorgung der Stadt Hamm auf Erdgas umgestellt. Am 1. Januar 1978 übernahmen die Stadtwerke die Gasversorgung in Bockum-Hövel.

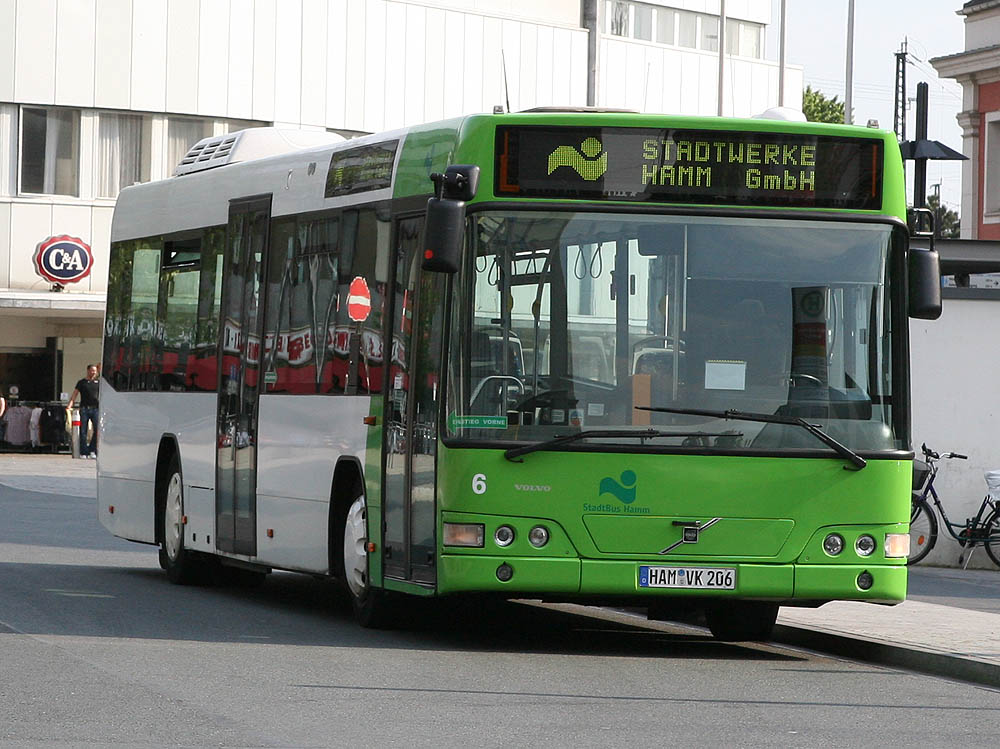
Stadtwerkebus

Am 28. Oktober 1983 wurde das 125-jährige Bestehen der Stadtwerke Hamm (Öffentlicher Personennahverkehr in Hamm) gefeiert. 
Seit dem 1. April 1985 sind die Stadtwerke Eigner der Wasserversorgungsnetze in Hamm, die zuvor der Gelsenwasser AG gehörten. Am 1. April 1992 wurden die Blockheizkraftwerke in Heessen und Hamm-Mitte in Betrieb genommen. Die Stadtwerke übernahmen am 1. Januar 1995 auch die Stromnetze von der VEW in Hamm. Die vier städtischen Hallen- und die sieben städtischen Freibäder wurden in die Fernwärmeversorgung Hamm GmbH eingebracht. Im Vorfeld der Eröffnung des Sport- und Gesundheitsbades Maximare am 14. November 2003 wurde ein Teil dieser Bäder geschlossen. Zum 28. Dezember 2005 übernahm die Fernwärmeversorgung Hamm GmbH die Anteile an der Erlebnistherme Bad Hamm GmbH.
Mit der Gründung der Hamcom GmbH Telekommunikation am 28. November 1996 traten die Stadtwerke Hamm ins Telekommunikationszeitalter ein.
Im Mai 2005 beteiligten sich die Stadtwerke an der Trianel Power Kraftwerk Hamm-Uentrop GmbH & Co. KG. Zum 17. August des gleichen Jahres wurden der Stadtwerkeverbund Hellweg-Lippe Netz GmbH & Co. KG (SHL) und der Stadtwerkeverbund Hellweg-Lippe Service GmbH (SHL Service) gegründet. Am 1. September 2005 erfolgte der erste Spatenstich für das Gas- und Dampfturbinenkraftwerk in Schmehausen. Das Kraftwerk selbst ging am 26. Oktober 2007 in Betrieb. Für das ebenfalls in Schmehausen entstehende Steinkohledoppelblockkraftwerk wurde am 19. Februar 2008 der Gesellschaftsvertrag der Kraftwerksgesellschaft Steinkohledoppelblock Westfalen GmbH & Co. KG unterzeichnet. Die Grundsteinlegung fand am 29. August 2008 statt.
Weitere Historische Ereignisse:
| 2013       | Übernahme der Betriebsführung von drei städtischen Parkhäusern (Brüderstraße, Westausgang Bahnhof und Heinrich-von-Kleist Forum) |
| 2013       | Beteiligung an der HammGas GmbH & Co. KG                                                                                         |
| 2014       | Beteiligung am Offshore-Windpark in der Nordsee vor Borkum                                                                       |
| 2015       | Beteiligung an der Trianel Erneuerbare Energien GmbH & Co. KG (TEE)                                                              |
| 01.01.2015 | Stadtwerke pachten 13 Lehr- und Kleinschwimmhallen von der Stadt Hamm                                                            |
| 17.04.2015 | Einrichtung des „Gesundheitscenters Bad Hamm“ im Obergeschoss des „Maximare“                                                     |
| 01.09.2015 | Offizielle Inbetriebnahme des Windparks Borkum                                                                                   |
| 2016       | Beteiligung am Trianel Windpark Borkum II in der Nordsee                                                                         |
| 17.07.2016 | 40 Jahre Freibad Süd |
| 31.12.2016 | Ausstieg der Stadtwerke Hamm aus dem Projekt „GEKKO“ (Gemeinschaftskraftwerk Steinkohle) in Hamm-Uentrop                         |
| 29.03.2017 | Inbetriebnahme eines Lehrschwimmbeckens an der Familien-Oase in Heessen                                                          |
| 20.05.2017 | 50 Jahre Hallenbad Bockum-Hövel                                                                                                  |
| 30.08.2017 | Inbetriebnahme eines Lehrschwimmbeckens am Maximare                                                                              |
| 01.11.2017 | 50 Jahre Fernwärmeversorgung Hamm GmbH                                                                                           |
| 22.06.2018 | 50 Jahre Lagune Herringen |

### Gasversorgung

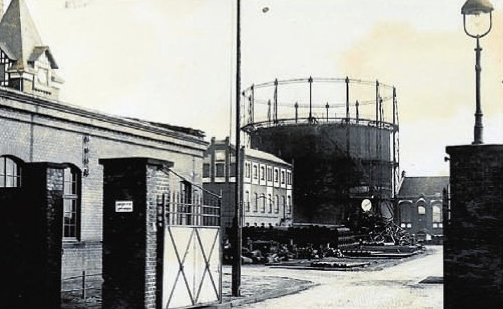
Aufnahme des alten Gasometers vor 1904

Als am 4. Juni 1805 erstmals ein mit Kohlengas betriebener Beleuchtungskörper Licht im Londoner James Park spendete, leitete das den Siegeszug der Gasbeleuchtung ein. Davon konnten insbesondere zwei Industriezweige profitieren: die Koksherstellung und die Gaserzeugung. Folglich wurden in der ersten Hälfte des neunzehnten Jahrhunderts zahlreiche Gaswerke gebaut. Der Westfälische Anzeiger berichtete am 31. Januar 1857:

„Die jetzt im ganzen doch ungenügende Beleuchtung unserer Stadt durch Öllaternen und die neuerdings in mehreren Städten in nächster Nähe entstandenen Gasbeleuchtungsanstalten haben auch bei vielen Bewohnern unserer Stadt den Wunsch angeregt, auch hier eine solche Anlage ins Leben treten zu sehen.“

Bis Mitte des neunzehnten Jahrhunderts führten der technische Fortschritt und die wirtschaftliche Entwicklung zu einem ungeahnten Boom. So gingen beispielsweise in den Jahren 1847 bis 1850 die über Hamm verlaufenden Eisenbahnlinien in Betrieb. Die Lippeschifffahrt verlieh dem neuen Eisenbahnknotenpunkt ebenfalls eine starke Anziehungskraft, so dass in Hamm eine starke Drahtindustrie angesiedelt werden konnte. Infolgedessen mussten und konnten auch die Beleuchtung der Produktionsstätten, in öffentlichen Einrichtungen, Privathaushalten und an den öffentlichen Verkehrswegen ausgebaut und verbessert werden. Im Jahre 1857 lebten in Hamm bereits rund 10.000 Einwohner. Magistrat, Verwaltung und einflussreiche Bürger befassten sich intensiv mit dem drängenden Problem der Wasserversorgung und der öffentlichen Beleuchtung und gaben schließlich, wegen des knappen Haushaltsbudgets und aus Gründen der Zweckmäßigkeit, der Gasbeleuchtung den Vorzug. Die Errichtung einer rein städtischen Gasanstalt hätte der damalige Etat nicht zugelassen, hätten die Kosten doch etwa 50.000 Reichstaler betragen. Diese Summe war fünfmal höher als der Gesamthaushalt des Jahres 1857. Die Aktiengesellschaft für Gasbeleuchtung ging hingegen auf die Privatinitiative einiger Hammer Bürger zurück; die Stadt Hamm war lediglich als Kapitaleigner an der Aktiengesellschaft beteiligt. Sie hatte sich allerdings das Recht gesichert, spätestens nach fünfundzwanzigjähriger Laufzeit alle Aktien übernehmen zu dürfen.
Am 3. Februar 1858 wurde die Aktiengesellschaft für Gasbeleuchtung gegründet. Man wählte zunächst eine provisorische Direktion, an deren Spitze Bürgermeister Jahn stand. Der Direktion gehörten außerdem verdienstvolle Bürger der Stadt Hamm an: Rechtsanwalt Heintzmann, Hofrat Esselen, Kaufmann Bacharach und Gymnasialoberlehrer Dr. Hadenkamp. Als Standort für die Gasanstalt diente das Grundstück, auf dem sich bis 2011 das alte Stadtbad befand, welches inzwischen abgerissen ist. Am 29. Oktober 1858 wurde schließlich das Gaswerk in Betrieb genommen. Als in Hamm die ersten Gaslaternen leuchteten, wurde dieses Ereignis in der Stadt gebührend gefeiert. Bei Betriebseröffnung waren fünfundneunzig Gaslaternen in den Straßen installiert. Weitere 700 Flammen brannten in Privathäusern und Anstalten. Das Unternehmen wurde ein Erfolg. Im ersten Jahr betrug die Dividende bereits 8 %. Bis 1861 stieg sie auf 9,5 %, bis 1864 sogar auf 16 %. Die Hammer Gas-Aktien hatten einen guten Ruf und waren sehr begehrt.
Am 6. Juni 1883 übernahm die Stadt Hamm dann die Gasanstalt, so dass die Aktiengesellschaft aufgelöst werden konnte. Im Handelsregister beim Amtsgericht Hamm (Gesellschaftsregister Nr. 10) heißt es dazu:

„Die Stadt Hamm hat von dem ihr nach § 2 der Statuten zustehenden Recht Gebrauch gemacht und die Gasanstalt am 3. Februar übernommen, so dass die Aktiengesellschaft aufgelöst ist.“

Trotz der Löschung der Aktiengesellschaft im Grundbuch erhielten die Aktionäre für das bis zur Übernahme der Gasanstalt durch die Stadt laufende, nur sieben Monate umfassende Geschäftsjahr 1883/84, entsprechend dem Beschluss des Stadtverordneten vom 6. November 1883, 10 % Dividende und 10,5 % Superdividende, im Ganzen also 36,20 Reichsmark pro Aktie.

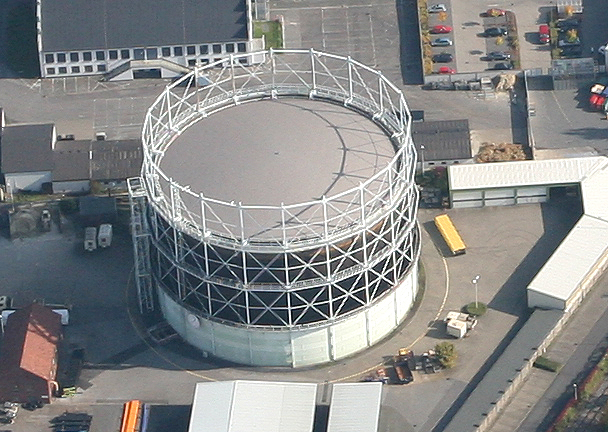
Luftbild Gasometer

Bis gegen Ende des 19. Jahrhunderts wurde Gas fast ausschließlich zu Beleuchtungszwecken verwendet. Mit dem einsetzenden zwanzigsten Jahrhundert hielt es aber zunehmend auch in Gewerbe und Industrie sowie in die privaten Haushalte Einzug. Die Abgabemengen stiegen steig an. Waren es 1883 noch 800.000 m³ Leuchtgas (entspricht ca. vier Millionen Kilowattstunden), konnten im Jahre 1903 bereits 8,5 Millionen kWh und 1922 dann 23,5 Millionen kWh abgesetzt werden. Um die Kapazitätsausweitung bewältigen zu können, wurden die Betriebsanlagen zwischen 1904 und 1909 zum Langewanneweg verlegt, wo ein größeres Gelände zur Verfügung stand. Schon 1904 konnte hier ein Gasbehälter errichtet werden, der zwar einen Kostenaufwand von 124.000 Mark bedeutete, dafür aber 18.000 m³ fasste. Das neue Gaswerk war auf eine Jahresleistung von vier Millionen m³ bei einer Tages-Höchstleistung von 20.000 m³ angelegt worden. Bei der damaligen Planung und legte man einen Gasverbrauch von 50 m³ pro Kopf und Jahr zugrunde. Das Gaswerk blieb bis 1918 in Betrieb, danach wurde die Eigenerzeugung aufgegeben.
Der Siegeszug des Bergbaus machte die Ressource Erdgas in großen Mengen verfügbar. Das insbesondere von der Zeche Radbod aus den Bohrlöchern geförderte Gas konnte ab 1920 das Stadtgas vollständig ersetzen. Zwischen 1916 und 1918 war eine Gussrohrleitung von 150 mm Durchmesser verlegt worden, mit deren Hilfe die Kokerei Radbod das Gaswerk am Langewanneweg versorgen konnte. Das von der Kokerei bezogene Gas wurde in dem 18.000 m³ fassenden Gasbehälter zwischengespeichert und über eine Druckregelanlage an die Verbraucher weitergegeben. Als der Gasabsatz weiter anstieg, musste in den Jahren 1953/54 ein größerer Gasbehälter, diesmal mit 50.000 m³ Inhalt, errichtet werden.
1959 rüstete die Installationsabteilung erstmals ein Entstörungsfahrzeug mit Funkverbindung aus, um den Soforteinsatz gewährleisten zu können. 1960 gab es in Hamm bereits über 20.000 Gaszähler. In diesem Jahr wurde auch erstmals eine elektrische Fernbedienung in Betrieb genommen, die die Druckwellengebung zum Zünden und Abschalten der Gaslaternen von der Zentrale des Gaswerkes aus steuerte. Um Störungen an Gasgeräten rasch beheben zu können, wurde ab Januar 1962 ein werkseigener Kundendienst eingerichtet. Bereits im ersten Jahr wurde er 621-mal in Anspruch genommen.
Das Gasrohrnetz hatte im Jahre 1969 eine Gesamtlänge von etwa 254 km. Die Gesamtjahresabgabe an Gas betrug in diesem Jahr fast 300 Millionen kWh. Der maximale Tagesbezug, der im Jahre 1969 noch bei 1,6 Millionen kWh gelegen hatte, stieg bis 1972 auf 2,2 Mio. kWh und dann noch einmal um fast 500.000 kWh auf 2,7 Mio. kWh im Jahre 1973. Vierunddreißig Reglerstationen waren nunmehr in Betrieb, davon 19 Stadtgas- und 15 Industrie-Regleranlagen. 1974 wurde von der Landeseichdirektion Köln die Betriebserlaubnis für eine Gaszählerprüfstelle erteilt; in einer solchen können Haushaltsgaszähler geprüft und nachbeglaubigt werden.
1977 wurde dann von Kokereigas auf Erdgas umgestellt. Das Versorgungsgebiet der Stadtwerke Hamm GmbH, die zum 1. Januar als städtische Gesellschaft gegründet worden war, wurde in zwanzig Umstellbezirke eingeteilt. Die Gesamtkosten der Umstellung beliefen sich auf über zwölf Millionen DM, die jedoch durch den sich anschließenden Boom rasch wieder reingeholt werden konnten. Zum 1. Januar 1979 übernahmen die Stadtwerke Hamm das Gasrohrnetz in der ehemaligen Stadt Bockum-Hövel von der VEW. War dieser Stadtbezirk bislang noch mit Kokereigas versorgt worden, erfolgte nun im Jahre 1981 auch hier die Umstellung. Seither versorgen die Stadtwerke das gesamte Stadtgebiet von Hamm mit Gas. Seither hat sich Erdgas als Heizenergie am Markt erfolgreich gegenüber anderen Brennstoffen behauptet. In Hamm hat es heute bereits einen Anteil von 65 Prozent am Heizenergieaufkommen. Bei Neubauten entscheiden sich 99 von 100 Bauherren für Erdgas. Dies ist auch dadurch bedingt, dass die Erdgasversorgung sicher ist, da sei auf langfristigen Bezugsverträgen beruht. Hauptlieferländer sind Russland (34 %), Norwegen (23 %) und die Niederlande (20 %). Ca. 18 % werden im Inland gefördert.
Die Stadtwerke Hamm bieten eine Reihe von Serviceleistungen rund um das Erdgas an. Diese umfassen Energiesparberatung, den Wärmeservice, den Abrechnungsservice und die Ausstellung von Energieausweisen und Thermographieaufnahmen. Die Stadtwerke Hamm versorgen heute weite Teile Hamms mit Erdgas. An die etwa 672 km langen Erdgasleitungen sind rund 26.100 Hausanschlüsse angebunden, wobei jährlich etwa dreihundert neue Erdgas-Hausanschlüsse zu verzeichnen sind. Pro Jahr transportieren die Stadtwerke gut 1,7 Milliarden Kilowattstunden Erdgas zu den Kunden in Haushalt, Gewerbe und Industrie.
Am 30. August 2008 feierten die Stadtwerke Hamm das 150-jährige Bestehen der Gasversorgung. Anlässlich des Geburtstages errichteten die Stadtwerke Hamm zusammen mit der Stadt Hamm ein Gradierwerk im Kurpark Bad Hamm. Dieses wurde am 29. Mai 2009 den Bürgerinnen und Bürgern übergeben. Dort können sie entspannen und aufbereitete Luft atmen.

## Verkehr

### Geschichte
Am 19. Oktober 1898 wurde nach einer Probefahrt am 1. Oktober die erste meterspurige Straßenbahnlinie in Hamm durch die Elektrizitäts AG eröffnet. Die rund 5,25 Kilometer lange Strecke führte von Kronenburg durch die Stadtmitte nach Vorsterhausen. Der fahrplanmäßige Dienst wurde am folgenden Tag gestartet. Am 15. Mai 1901 wurde von der Stadtmitte aus ein weiterer 2,5 Kilometer langer Streckenabschnitt in den Süden der Stadt in Betrieb genommen. 1903 übernahm die Firma Siemens-Schuckert den Betrieb und übergab diesen 1907 der Stadt. Am 10. Oktober 1910 wurde die Strecke vom Westenschützenhof nach Wiescherhöfen mit rund 3,26 Kilometern Länge eröffnet. Am 16. September 1913 wurde ein vom übrigen Netz getrenntes Teilstück von der Nordstraße bis zur Heessener Straße in Betrieb genommen. Diese Strecke wurde am 4. August 1917 bis in die Norder Vorstadt verlängert. Da sie die Staatsbahn an der Heessener Straße nicht queren durfte, war sie bis zur Höherlegung der Eisenbahnstrecke 1921 zweigeteilt.
Nach dem Ersten Weltkrieg wurde die Personenbeförderung aufgrund der Inflation zwischen 1923 und 1925 eingestellt. In den Jahren 1924 und 1925 beförderte die Bahn von der Zeche De Wendel in Pelkum Haldenmaterial zum heutigen Otto-Krafft-Platz, wo ein ehemaliges Überschwemmungsgebiet der 1913 verlegten Ahse aufgefüllt wurde.
1925 nahm man dann mit vier Linien die Personenbeförderung auf. 1926 wurde eine Verlängerung von Radbod nach Bockum in Betrieb genommen, im Juni 1928 erreichte die Straßenbahn Pelkum und im Mai 1931 wurde Herringen an das Netz angeschlossen.
Durch den Zweiten Weltkrieg erlitt die Bahn etliche Schäden, so dass der Betrieb am 29. November 1944 eingestellt werden musste. Die Linie 4 nach Bockum wurde am 2. Januar 1954 eingestellt, da nach der Sprengung der Lippebrücke gegen Kriegsende die Bahn keinen Anschluss mehr an übrige Netz hatte und zu einem Inselbetrieb geworden war. Zu einer geplanten Umstellung auf einen Omnibusbetrieb kam es nie.
Da nicht damit gerechnet wurde, dass die bis 1957 laufende Konzession verlängert werden würde, wurden in den Jahren nach 1950 so gut wie keine Investitionen vorgenommen. Nach und nach wurden die Vorortlinien eingestellt. Am 16. Februar 1961 beschloss die Stadt, die Konzession der Bahn nur noch für den Auslaufbetrieb zu verlängern. So wurde am 2. April 1961 die letzte Strecke stillgelegt. Seither sind die Stadtwerke ein reiner Omnibusbetrieb.
Hauptartikel: Nahverkehr in Hamm

## Beteiligungen
Die Stadtwerke Hamm sind eine hundertprozentige Tochter der Stadt Hamm.
Die Stadtwerke Hamm selbst haben fünf Tochter-Gesellschaften:
- Energie- und Wasserversorgung Hamm GmbH (Beteiligung 100 %);
- Fernwärmeversorgung Hamm GmbH (Beteiligung: 99 %), diese wiederum ist zu 100 % beteiligt an der Maximare Erlebnistherme Bad Hamm GmbH;
- Verkehrsbetrieb Hamm GmbH (Beteiligung: 100 %); 3,7 % Tarifgemeinschaft Münsterland-Ruhr-Lippe GmbH.
- Hafen Hamm GmbH (Beteiligung: 100 %);
- Hamcom GmbH Telekommunikation (Beteiligung: 100 %), diese wiederum ist zu 50  % beteiligt an der HeliNet Telekommunikation GmbH & Co. KG. Zudem ist sie zu 15,08 % an den Gesellschaften der MVA Hamm

Die Stadtwerke sind außerdem an folgenden Unternehmen beteiligt:
- ehw Energiehandelsgesellschaft West mbH (15,34 %);
- Trianel GmbH (1,12 %);
- Stadtwerke Energieverbund  SEV GmbH (15 %)
- Trianel Gaskraftwerk Hamm GmbH & Co. KG (3,4 %);
- Trianel Windpark Borkum I GmbH & Co. KG (3,69 %);
- Trianel Windpark Borkum II GmbH & Co. KG (3,97 %);
- Trianel Gasspeicher Epe GmbH & Co. KG (2,0 %);
- Trianel Erneuerbare Energien GmbH & Co. KG (5,0 %);
- Green GECCO Beteiligungsgesellschaft mbH & Co. KG (3,1 %);
- Radio Hamm Betriebsgesellschaft mbH & Co. KG (25 %);
- Stadtmarketinggesellschaft Hamm mbH (6 %).

## Öffentlicher Personennahverkehr
Zwischen 1898 und 1961 waren die Stadtwerke Hamm der Betreiber der Straßenbahn Hamm. Seit den fünfziger Jahren des zwanzigsten Jahrhunderts wurden die Straßenbahnlinien zunehmend durch Buslinien ersetzt. Als Träger vieler Buslinien haben die Stadtwerke Hamm einen bedeutenden Anteil am Nahverkehr in Hamm.

## Sonstiges
- Im Jahr 2008 nahm die Belegschaft der Stadtwerke Hamm gemeinsam mit dem Maximare an der RTL-Serie Die singende Firma teil.